# Nancy Huston Banksová
Nancy Huston Banksová, nepřechýleně Nancy Huston Banks (28. října 1849 – 6. dubna 1934) byla americká novinářka, literární kritička a spisovatelka.

## Životopis
Narodila se v Morganfieldu v americkém státě Kentucky jako dcera soudce George Hustona a Sallie Brady Hustonové.Vzdělání získala v klášteře sv. Vincenta. V 90. letech 19. století se přestěhovala do New Yorku, kde působila jako literární kritička pro časopis The Bookman. Nějakou dobu žila rovněž v Londýně, kde pracovala pro londýnské noviny, v nichž podávala informace z Jižní Afriky během búrských válek. Později se provdala za právníka Jamese N. Bankse.
Během svého života napsala Banksová romány jako Stairs of Sand (1890), Oldfield: A Kentucky Tale of the Last Century (1902), Round Anvil Rock: A Romance (1903) a The Little Hills (1905). 
Zemřela roku 1934 ve Washingtonu, D.C., ve věku 84 let. 